# Маккарти (телесериал)
«Макка́рти» (англ. The McCarthys) — американский телевизионный сериал, созданный Брайаном Галливаном с Мэгги Кью и Диланом Макдермоттом в главных ролях, который вышел на CBS в сезоне 2014—2015 годов. В центре сюжета сплоченное Бостонское семейство из рабочего класса, Маккарти. Семейство, отец которого является тренером по баскетболу в средней школе, решает взять на работу помощника своего сына, открытого гея Ронни, что не нравится другим детям, у которых страсть к спорту.
Проект изначально разрабатывался для сезона 2013-14 годов, а главную роль в нём исполняла двукратный номинант на «Оскар», Джеки Уивер. Проект в тот раз не получил места в осеннем расписании канала. Позже канал решил переснять пилот с другими актёрами. В конце 2013 года канал начал повторную разработку пилота, а на главную роль матриарха семейства была приглашена ветеран ситкомов, трижды лауреат «Эмми» Лори Меткалф. 9 мая 2014 года, CBS заказал съемки первого сезона сериала для трансляции в телесезоне 2014-15 годов. Премьера шоу состоялась 30 октября 2014 года, стартуя с позорным для канала рейтингом 1,7 в демографической категории 18-49, становясь тем самым самой слабо дебютировавшей комедийной новинкой в истории CBS. 4 февраля 2015 года сериал был закрыт и снят с эфира.

## Актёры и персонажи
- Лори Меткалф — Марджори Маккарти
- Джек Макги — Артура Маккарти
- Тайлер Риттер — Ронни Маккарти
- Джоуи Макинтайр — Джерарда Маккарти
- Келен Коулман — Джеки Маккарти
- Джимми Данн — Шона Маккарти

## Критика
Сериал получил неоднозначные отзывы критиков. На агрегаторе рецензий Rotten Tomatoes рейтинг одобрения составляет 58 % на основе 40 обзоров со средней оценкой 5,3 из 10. Консенсус сайта гласит: «Это наполовину успешная попытка создания ситуационной комедии с непревзойденным исполнением, но стереотипы и отсутствие уникальной точки зрения делают его менее запоминающимся». На Metacritic шоу получило 53 балла из 100 на основе 22 критиков, что указывает на «смешанные или средние отзывы».